# Elide Suligoj
Elide Suligoj (Carimate, 4 agosto 1936 – Milano, 3 novembre 2015) è stata una cantautrice e compositrice italiana.

## Biografia
Nata a Carimate da padre jugoslavo e madre pavese, comincia a sei anni a suonare il pianoforte in casa di Giorgio Strehler con la maestra Maria Colombo; a quattordici anni viene scoperta da Nunzio Filogamo, che la fa esibire.
Continua intanto gli studi al Conservatorio Giuseppe Verdi di Milano, ed ottiene un contratto editoriale come compositrice nel 1959, ottenendo un buon successo con la canzone Con tre pesetas, incisa da Flo Sandon's e poi ripresa da Riccardo Rauchi e Annie Cardy.
Come cantante debutta nel 1960 con la Titanic incidendo Salutiamoci, una sua canzone lanciata pochi mesi prima da Don Marino Barreto Junior; per alcuni mesi effettua alcuni spettacoli in Egitto, esibendosi con la sua orchestra sull'ex battello di re Faruq.
Nel 1961 partecipa al Festival del Frejus, una manifestazione musicale organizzata in favore degli alluvionati per il crollo della diga del Fréjus.
Ottiene le prime soddisfazioni scrivendo per altri artisti, e i primi successi sono La campagna in città per Fausto Leali, Chiedi chiedi per i Camaleonti, Non farti leggere la mano per Remo Germani e Gli innamorati della vita per Caterina Valente.
Instaura una collaborazione duratura con Luciano Beretta, con cui scrive alcune canzoni come La Tiziana (presentata dallo stesso Beretta a Un disco per l'estate 1971), È così per non morire, incisa da Ornella Vanoni, Se non fosse tra queste mie braccia lo inventerei per Lara Saint Paul (con cui la Suligoj debutta come autrice al Festival di Sanremo 1972, e che in seguito verrà anche incisa da Claudio Baglioni) e Monica delle bambole, che Milva presenta al Festival di Sanremo 1974; alla stessa edizione della manifestazione partecipa anche con un'altra canzone, Questa è la mia vita, scritta insieme a Domenico Modugno che la presenta e che, fino all'ultimo, viene ritenuta la canzone candidata alla vittoria finale.. 
Questa è la mia vita verrà poi incisa in Francia da Dalida con il titolo Ma vie je la chante.
Nel 1973 scrive per i Nomadi Ieri sera sognavo di te  (testo di Maurizio Seymandi con lo pseudonimo "Zodiaco") e nel 1974 per Wanda Osiris Talmente uomo (testo di Paolo Limiti)
Nel 1974 Milva inciderà altri due brani della Suligoj (testi di Luciano Beretta): L'uomo questo mascalzone e Sono matta da legare; quest'ultimo brano darà il titolo a un LP della cantante.
Cura la realizzazione dell'album C'era tutta Milano, pubblicato dalla Ariston Records, in cui compone la musica per alcune poesie di Luciano Beretta interpretate dallo stesso. Premio della Critica Discografica Italiana 1975.
Nel 1976 l'incontro con Giovanni Testori. Ne nascerà una collaborazione con la creazione di due opere: Volpe d'amore e Miissimo di me. Testori seguirà poi la Suligoj nella costruzione de Il mio Porta che in seguito presenterà sia sul disco (LP) sia al Circolo della Stampa di Milano.
Torna al Festival di Sanremo 1976 con Torno a casa, scritta insieme a Paolo Limiti e interpretata da Vanna Leali
Nel 1977 il brano "Quaranta notti di luna piena" ("Cuarenta noches"),scritto con Alberto Testa quasi vent'anni prima, avrà successo in Europa incisa da Nino De Murcia, Dario Moreno, Los Cumncitos, Rika Zarai, Ben e Los Otros
Nel 1978 pubblica Il mio Porta, un album con alcuni sonetti di Carlo Porta messi in musica e interpretati dalla stessa Suligoj. Premio della Critica Discografica Italiana 1979. Attestato di benemerenza civica del Comune di Milano.
Nel 1992 partecipa, sempre come autrice della musica, allo "Zecchino d'oro" con il brano Maddalena la balena (testo di Luciano Beretta)
Nel 1994 crea la Associazione "Amici di Luciano Beretta" - di cui è presidente - il cui scopo principale è la difesa dei diritti morali e materiali degli autori
Nel 1995 ha una controversia legale con Milva, che accusa di aver modificato una sua canzone, Volpe d'amore.
Dopo una lunga malattia, muore il 3 novembre 2015; i funerali si tennero sabato 7 novembre a Garda, dove la cantautrice viveva da alcuni anni.

## Going the Distance
A partire dal secondo film della saga Rocky (compreso lo spin off Creed) il suo brano del 1973 E così per non morire è fra gli end credits per la colonna sonora in quanto, pur senza alcuna controversia legale, il coproduttore di Rocky, Irwin Winkler, riconobbe nel brano cantato da Ornella Vanoni il tema di "Going the Distance", iconico brano della pellicola, già presente nel primo film della saga.

## Canzoni
| Anno | Titolo                                            | Autori del testo                 | Autori della musica               | Interpreti                |
| ---- | ------------------------------------------------- | -------------------------------- | --------------------------------- | ------------------------- |
| 1959 | Con tre pesetas                                   | Nisa                             | Elide Suligoj                     | Flo Sandon's              |
| 1960 | Salutiamoci                                       | Luciano Beretta                  | Elide Suligoj                     | Don Marino Barreto Junior |
| 1961 | Gli innamorati della vita                         | Alberto Testa                    | Elide Suligoj e Mansueto De Ponti | Caterina Valente          |
| 1961 | Quelli che si divertono                           | Alberto Testa                    | Elide Suligoj e Mansueto De Ponti | Alberto Bruno             |
| 1964 | La campagna in città                              | Alberto Testa e Romualdo Garaffa | Elide Suligoj e Mario Coppola     | Fausto Leali              |
| 1964 | Non farti leggere la mano                         | Luciano Beretta                  | Elide Suligoj                     | Remo Germani              |
| 1969 | Innamorati della vita                             | Alberto Testa                    | Elide Suligoj                     | Caterina Valente          |
| 1971 | La Tiziana                                        | Luciano Beretta                  | Elide Suligoj                     | Luciano Beretta           |
| 1971 | Chi siamo                                         | Luciano Beretta                  | Elide Suligoj                     | Luciano Beretta           |
| 1972 | Se non fosse fra queste mie braccia lo inventerei | Luciano Beretta                  | Elide Suligoj                     | Lara Saint Paul           |
| 1972 | Tutto                                             | Luciano Beretta                  | Elide Suligoj                     | Giovanna                  |
| 1973 | L'uomo questo mascalzone                          | Luciano Beretta                  | Elide Suligoj                     | Milva                     |
| 1973 | È così per non morire                             | Luciano Beretta                  | Elide Suligoj                     | Ornella Vanoni            |
| 1974 | Monica delle bambole                              | Luciano Beretta                  | Elide Suligoj                     | Milva                     |
| 1974 | Questa è la mia vita                              | Luciano Beretta                  | Elide Suligoj e Domenico Modugno  | Domenico Modugno          |
| 1974 | Sono matta da legare                              | Luciano Beretta                  | Elide Suligoj                     | Milva                     |
| 1976 | Torno a casa                                      | Paolo Limiti                     | Elide Suligoj                     | Vanna Leali               |

## Discografia parziale

### Album
- 1978: Il mio Porta (Discorso, ES/LP 27 02)

### Singoli
- 1960: Salutiamoci/Gocciole di luna (Titanic, AF 1004)
- 1961: Nadie/Quaranta notti di luna piena (Celson, QB 8038)
- 1971: La chitarra/Dolce amore non piangere (Durium, Ld A 7708)
- 1978: Volpe d'amore/Sono matta da legare (Discorso, 270001)